# 慕仪镇
慕仪镇，是中华人民共和国陕西省宝鸡市陈仓区下辖的一个乡镇级行政单位。

## 行政区划
慕仪镇下辖以下地区：
齐东村、孙家村、慕仪村、凤朝村、团结村、五星村、黎明村、第四村、第三村、冯家村、齐西一村、齐西二村、洞坡村和东城村。